# Entosthodon volkensii
Entosthodon volkensii är en bladmossart som beskrevs av Jean Édouard Gabriel Narcisse Paris 1900. Entosthodon volkensii ingår i släktet koppmossor, och familjen Funariaceae. Inga underarter finns listade i Catalogue of Life.